# Zagrammosoma
Zagrammosoma is een geslacht van vliesvleugeligen uit de familie Eulophidae. De wetenschappelijke naam van dit geslacht is voor het eerst geldig gepubliceerd in 1904 door William Harris Ashmead. Zagrammosoma is een nomen novum voor een geslacht dat Ashmead in 1888 aanvankelijk Hippocephalus had genoemd; maar deze naam was reeds in 1839 gebruikt door William Swainson voor een geslacht van vissen.
De soorten uit dit geslacht parasiteren bladminerende Lepidoptera en Diptera.

## Soorten
Het geslacht Zagrammosoma omvat de volgende soorten:
- Zagrammosoma americanum Girault, 1916
- Zagrammosoma buselus (Walker, 1839)
- Zagrammosoma centrolineatum Crawford, 1913
- Zagrammosoma flavolineatum Crawford, 1913
- Zagrammosoma hobbesi LaSalle, 1989
- Zagrammosoma intermedium Gordh, 1978
- Zagrammosoma latilineatum Ubaidillah, 2000
- Zagrammosoma lineaticeps (Girault, 1915)
- Zagrammosoma melinum Gordh, 1978
- Zagrammosoma mirum Girault, 1916
- Zagrammosoma multilineatum (Ashmead, 1888)
- Zagrammosoma seini Wolcott, 1936
- Zagrammosoma velerii Efremova, 1995